# Famille Acquaviva d'Aragon
Pour les articles homonymes, voir Acquaviva.
La famille Acquaviva d'Aragon ou famille Acquaviva d'Aragona est une famille noble illustre du royaume de Naples, dont le fondateur fut Rinaldo, seigneur d'Atri, Forcella, Cantalupo, Castelvecchio et Acquaviva. Elle a fait partie des sept sérénissimes grandes maisons du Royaume de Naples, les familles les plus importantes du royaume méridional.

## Histoire
En 1195, l'empereur Henri VI concède Girratana à Rinaldo Acquaviva , né en 1140 de la famille des Reali. Son fils, Rinaldo, fût évêque de Girgenti dès septembre 1241. Il décède en 1264.
La famille est originaire de la région des Abruzzes, dans le nord du royaume de Naples. Ils se firent remarquer sous la dynastie d'Anjou, grâce à Antonio (1393) ; ils prirent part aux deux Conspirations des barons contre la dynastie d'Aragon (XVe siècle) avec Giulio Antonio et Andrea Matteo ; ils regagnèrent leur faveur plus tard et eurent le droit d'ajouter la particule d'Aragon à leur nom de famille grâce à leur action lors de la prise d'Otrante en 1480 (et parenté avec Ferdinand Ier). Ils furent ducs d'Atri dès le début du XVe siècle, ducs Nardò et de Noci, comtes puis princes de Caserte ainsi que comtes de San Flaviano et de Conversano.

Armoiries de la famille Acquaviva d'Aragona.

Au XVIe et XVIIe siècles, la famille est proche des Jésuites avec Claudio (1543-1615) qui fut supérieur de l'ordre, Rodolphe (1550-1583) et Ottavio (1608-1674). Le cardinal Traiano (1689-1747) rédigea l'accord avec le Saint-Siège concernant les barons. Au début du XIXe siècle, ils soutinrent le français Murat, duquel ils reçurent honneurs et fonctions, après quoi ils se retournèrent vers les Bourbon. Finalement, ils acceptèrent l'unification italienne, choisissant la frange libérale modérée.

## Personnalités
Ses membres les plus connus sont :
- Andrea Matteo Acquaviva d'Aragon, duc d'Atri, prince de Teramo, (1456-1528), qui protégea les savants et cultiva lui-même les lettres avec succès ;
- Belisario Acquaviva d'Aragon, son frère, auteur d'un traité De Venatione et Aucupio (Bâle, 1518) ;
- Claudio Acquaviva d'Aragon (1542-1615), Supérieur général des Jésuites, qui promulgua le texte final  du Ratio Studiorum (Rome, 1599), organisant le système éducatif jésuite. ;
- Giangirolamo II Acquaviva d'Aragon (1600-1665), connu pour avoir fait ériger les fameux trulli dans son comté de Conversano ;
- Giulio Antonio Acquaviva d'Aragon (+1491), chef d'armée à Otrante contre les turcs ;
- Ottavio Acquaviva d'Aragona .